# Село Танирбергена Жайлыбаева
Танирбергена Жайлыбаева (каз. Тәңірберген Жайлыбаев, до 1996 г — Трудовое) — село в Мактааральском районе Туркестанской области Казахстана. Входит в состав Енбекшинского сельского округа. Код КАТО — 514445400.

## Население
В 1999 году население села составляло 2320 человек (1139 мужчин и 1181 женщина). По данным переписи 2009 года, в селе проживал 2691 человек (1354 мужчины и 1337 женщин).